# Sungai Rawa (Sungai Apit)
Sungai Rawa is een bestuurslaag in het regentschap Siak van de provincie Riau, Indonesië. Sungai Rawa telt 915 inwoners (volkstelling 2010).